# Bredemehe
Bredemehe (niederdeutsch Breedmeh) ist ein Wohnplatz, früheres Vorwerk und Mühlenstandort in der Gemeinde Alfstedt im Norden vom niedersächsischen Landkreis Rotenburg (Wümme). Der Ort liegt an der Mehe.

## Geographie

### Geographische Lage
Bredemehe liegt am Ufer der Mehe im äußersten Norden vom Landkreis Rotenburg (Wümme). Nördlich von Bredemehe verläuft die Kreisgrenze zum Landkreis Cuxhaven.

### Nachbarorte
Nachbarorte sind Langeln im Norden, Abbenseth im Nordosten, Iselersheim und Mehedorf im Osten, Alfstedt und Ebersdorf im Süden, Neu Ebersdorf im Südwesten sowie Großenhain und Dornsode im Nordwesten.

## Geschichte
Bredemehe wurde 1310 erstmals als tho der Breden Mehe urkundlich erwähnt. Hier lag eine Furt in der Mehe. Der Fluss fungierte bereits in der Sachsenzeit als Grenze und trennte zur damaligen Zeit die Börden Oerel und Lamstedt. Heute ist die Mehe die Kreisgrenze zwischen den Landkreisen Rotenburg (Wümme) und Cuxhaven.
1397 verkaufte Hennecke Becker die Mühle an Johann II. von Schlamstorf, den späteren Erzbischof von Bremen.
Im Vörder Register wird 1500 erwähnt, dass Bredemehe, bestehend aus der Mühle und einem Hof, Vorwerk der Burg Vörde ist. 1862 wird die Erbzinspflicht in Bredemehe abgeschafft und die Pächter werden nun Besitzer ihrer Gebäude und Ländereien.
Von 1663 bis 2003 war die Wassermühle im Besitz der Familie Steffens. 1908 wurde das alte Mühlenrad durch eine Fallturbine ersetzt.
1912 wurde Bredemehe in das benachbarte Alfstedt eingemeindet. Nachdem die Mehe 1968 begradigt wurde, stellte die Mühle ihren Betrieb ein. Anschließend wurde die Mühle nach Renovierungsarbeiten ab 1979 von Jugendlichen als Feierraum genutzt.
2003 gründete sich der Verein De Möhl, der die Mühle gründlich renovierte. 2004 fand am Deutschen Mühlentag die Einweihung statt.

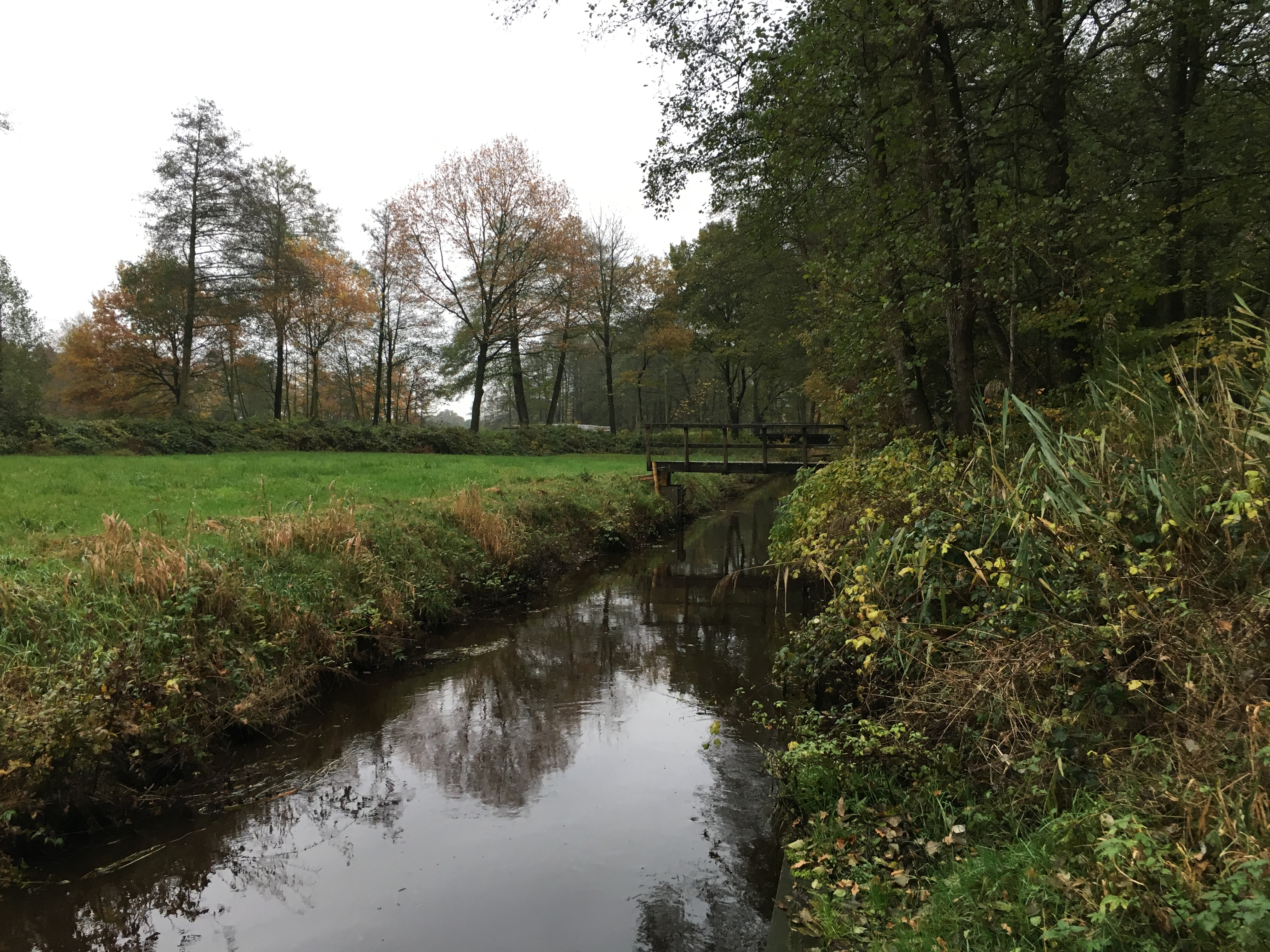
Die Mehe nahe Bredemehe

### Einwohnerentwicklung
| Jahr | Einwohner          |
| ---- | ------------------ |
| 1824 | 3 Feuerstellen     |
| 1848 | 30 Leute, 4 Häuser |
| 1871 | 33 Leute, 5 Häuser |

### Religion
Bredemehe ist evangelisch-lutherisch geprägt und gehört zum Kirchspiel der Kirche Oerel.
Für die katholische Minderheit ist die St. Michaelskirche in Bremervörde zuständig, die seit dem 1. September 2010 zur Kirchengemeinde Heilig Geist in Stade gehört.

## Sehenswürdigkeiten
- Wohn- und Wirtschaftsgebäude Bredemeher Weg 10 in Fachwerk, 19. Jh.
- Bredemeher Wassermühle, De Möhl von um 1800, in Fachwerk, seit 2003 Veranstaltungsstätte

## Wirtschaft und Infrastruktur

### Verkehr
Durch Bredemehe verläuft die Bundesstraße 495, die im Norden über Lamstedt nach Warstade/Basbeck zur Bundesstraße 73 und im Süden über Ebersdorf nach Bremervörde zu den Bundesstraßen 71 und 74 führt. Kleinere Straßen führen auch nach Ebersdorf und Abbenseth.
Der nächste Autobahnanschluss besteht im 36 km nordöstlich gelegenen Debstedt an die BAB 27.
Der nächste Bahnanschluss besteht im 12 km südöstlich gelegenen Bremervörde.

### Bildung
Die Schüler aus Bredemehe besuchen die Grundschule Ebersdorf/Alfstedt in Ebersdorf. Weiterführende Schulen befinden sich in Oerel (Oberschule Geestequelle-Schule) und in Bremervörde (Gymnasium Bremervörde).
Der frühere zweite Standort der Grundschule Alfstedt/Eversdorf in Alfstedt wurde geschlossen.

## Persönlichkeiten
- Hans-Hinrich Kahrs (* 1956), plattdeutscher Schriftsteller, geboren in Bredemehe